# 무토 노부요시
무토 노부요시(일본어: 武藤 信義, 1868년 9월 1일 ~ 1933년 7월 27일)는 일본 제국의 육군군인이다. 원수, 육군대장으로 작위는 남작이다. 관동군 사령관과 겸해 주 만주국 대사를 지냈으며, 교육 총감·군사 참의관· 도쿄 경비 사령관 등을 역임하였다.

## 생애
무토는 지금의 기시마군 시로이시정에서 사가번사 무토 노부나오의 차남으로 태어났다.
처음에는 교사가 되길 원해 사가 사범 학교에 입학하였으나 실망해 중퇴하였고, 중퇴 후에는 육군으로 발길을 돌려 육군 교도단에 입단하였다. 졸업 후에는 군조에 임관되었고 1892년, 일본 육군사관학교를 졸업하였다. 다음 해에는 육군 보병 소위로 임관되어 육사 졸업 후, 청일 전쟁에 보병 제24연대장으로 참전하였다. 전 후에는 육군 대학교에 들어가 수석으로 졸업하였다.
러일 전쟁에선 압록강 전투에서의 승리를 인정받아 압록강군 참모가 되었다. 러일 전쟁이 끝난 뒤에는 보병 제2연대장, 참모 본부 구미 과장, 근위 보병 제4연대장, 참모 본부 작전 과정을 거쳐 하얼빈 특무 기관장과 옴스크 특무 기관장을 지냈고, 시베리아 출병에도 참가하였다.
1921년부터 1925년까지 제3사단장, 참모 차장, 군사 참의관을 지냈고 1926년 도쿄 경비 사령관을 겸해 육군 대장에 임명되었다. 같은 해 7월에는 관동군 사령관으로 취임하였다. 그 후에는 교육 총감과 참모 총장에 올랐으나, 참모 총장직은 1930년에 다른 군인에게 양보하였다. 무토는 1932년에 일어난 5·15 사건의 여파로 인책사임하였고, 이때 군사 참의관 자리에서 물러났다.
그러나, 그 해 다시 관동군 사령관에 임명돼, 만주국 주재 특명 전권대사와 관동 장관을 겸임하였다. 1932년 9월, 만주국의 국무총리 정샤오쉬(鄭孝胥)와의 사이에 일만의정서를 조인하였다. 무토는 만주국 내의 치안 유지나 청더를 평정한 공에 의해 1933년 5월, 원수 칭호를 수여받았다.
그 해 7월, 무토 노부요시는 신징에서 황달로 쓰러져 같은 해 8월 사망하였다.